# Royals de l'Utah
Maillots
Actualités
Les Royals de l'Utah (en anglais : Utah Royals) sont une franchise de soccer féminin professionnelle américaine basée à Salt Lake City dans l'État d'Utah. Les Royals participent à la National Women's Soccer League de 2018 à 2020 et à partir 2024.

## Histoire

### Fondation et premières années (2017-2020)
Le club est fondé le 1er décembre 2017, et participe dès sa création à la plus haute division de football féminin aux États-Unis. Le club est issu de la dissolution du FC Kansas City.
Le 7 décembre 2020, le club annonce son retrait, les joueuses sont transférées au Kansas City NWSL qui prend sa place en National Women's Soccer League.

## Stade
Les Royals jouent dans le même stade que l'équipe masculine du Real Salt Lake, le Rio Tinto Stadium d'une capacité de 20 213 places. Le 24 mars 2018, les Royals jouent leur premier match à domicile devant 18 500 spectateurs. Le club détient à ce jour le record d'affluence en NWSL avec 19 203 spectateurs.

### Logo

De 2018 à 2020.
Depuis 2023.

## Bilan général
| Année | Ligue                          | Saisons régulières | Séries éliminatoires |
| ----- | ------------------------------ | ------------------ | -------------------- |
| 2018  | National Women's Soccer League | 5e (9V - 8N - 7D)  | non qualifié         |

## Personnalités du club

### Entraîneurs
- 2018 :  Laura Harvey